# Міхаель Бернайс
Міхаель Бернайс (27 листопада 1834, Гамбург — 25 лютого 1897, Карлсруе) — німецький філолог, історик літератури та дослідник Гете.

## Біографія
Бернайс був сином гамбурзького рабина Ісаака Бернайса, його мати — Сара Леа Бернайс, уроджена Беренд. Його братом був філолог-класик Якоб Бернайс. Його брат Берман Бернайс був батьком дружини Зигмунда Фрейда Марти. Бернайс відвідував гімназію Йоганнеум. З 1853 по 1856 рік, всупереч волі батьків, які хотіли, щоб він став комерсантом, він вивчав право, історію та історію німецької та класичної літератури в Бонні та Гейдельберзі. Фінансову підтримку він мав через стипендію Аверхофа. У 1856 році перейшов з юдаїзму в протестантизм. Він отримав докторський ступінь у Гейдельберзі під керівництвом Георга Ґотфріда Гервінуса і спочатку працював приватним науковцем, журналістом і лектором у Бонні та Кельні. У 1871 році він переїхав до Лейпцига і завершив свою габілітацію в Лейпцигу в 1872 році, захистивши дисертацію про переклад Августом Шлегелем творів Шекспіра. Під час перебування в Лейпцигу він був учителем англійської мови спадкоємного принца Майнінгенського. У травні 1873 року він погодився на посаду доцента історії літератури в Мюнхенському університеті. У 1874 році був призначений ординарним професором. У 1890 році він залишив викладацьку роботу і провів останні роки свого життя в Карлсруе.
Бернайс також писав власні вірші. Деякі з його віршів поклав на музику композитор Альберт Дітріх.
1889 року Міхаель Бернайс одружився з Луїзою Уде, уродженою Рюбке, вдова журналіста Германа Уде (1845—1879). З першого шдюбу вона мала сина, Германа Уде-Бернайса. У Міхаеля та Луїзи Бернайс було двоє дітей: Марі Бернайс та Ульріх Бернайс.

## Праці
- Festspiel zur Säcularfeier von Schillers Geburtstag. Henry & Cohen, Bonn 1860.
- Über Kritik und Geschichte des goetheschen Textes. Dümmler, Berlin 1866 (Digitalisat in der Google-Buchsuche).
- Zur Entstehungsgeschichte des Schlegelschen Shakespeare. Hirzel, Leipzig 1872 (Digitalisat in der Google-Buchsuche); Neudruck: Celtis, Berlin 2013, ISBN 978-3-944253-02-2.
- Schriften zur Kritik und Litteraturgeschichte. Neue wohlfeile Ausgabe in 4 Bänden. Behr, Berlin 1903.
- Goethe und Gottsched. Zwei Biographien (Separatabdruck aus der Allgemeinen Deutschen Biographie). Duncker & Humblot, Leipzig 1880.
- Goethes Briefe an Friedrich August Wolf. Georg Reimer, Berlin 1868.
- Shakespeare's dramatische Werke übersetzt von August Wilhelm Schlegel und Ludwig Tieck. Georg Reimer, Berlin 1871—1873 (12 Bände)
- Der junge Goethe, seine Briefe und Dichtungen von 1764—1776. Eine Zusammenstellung auf Grund der Goethe-Bibliothek Salomon Hirzels, mit umfangreicher Einleitung. Hirzel, Leipzig 1875 (3 Bände)
- Mit Erich Schmidt (Literaturwissenschaftler): Homers Odyssee von Johann Heinrich Voss. Abdruck der ersten Ausgabe vom Jahre 1781 mit Einleitung. Cotta, Stuttgart 1881.